# Jeffrey Weeks
Pour les articles homonymes, voir Weeks.
Ne pas confondre avec le sociologue Jeffrey Weeks.
Jeffrey Renwick Weeks, né le 10 décembre 1956, est un mathématicien américain, spécialiste en topologie géométrique et en cosmologie.

## Biographie
Weeks a obtenu son Bachelor of Arts (B.A.) au Dartmouth College en 1978, puis un Ph.D. (doctorat) en mathématiques à l'université de Princeton en 1985 sous la direction de William Thurston. Depuis, il a enseigné au Stockton State College, à Stockton, à l'Ithaca College, à Ithaca et au Middlebury College à Middlebury (Vermont), mais il est demeuré mathématicien indépendant une grande partie de son temps,,

## Recherches
Il s'intéresse en particulier à la géométrie des variétés de dimension 3, ainsi qu'à leurs applications possibles à la cosmologie.
La variété de Weeks (en) est une variété hyperbolique compacte de dimension 3 particulière obtenue par chirurgie de Dehn (en) sur le nœud de Whitehead. Son volume est minimal.
Il a notamment avancé en 2003 l'hypothèse selon laquelle l'Univers serait en réalité un espace dodécaédrique de Poincaré en vue d'expliquer diverses anomalies présentes dans les anisotropies à grande échelle du fond diffus cosmologique observées par le satellite artificiel WMAP.
Weeks s'intéresse particulièrement à l'utilisation de la topologie pour la compréhension de l'Univers spatial. Son livre The Shape of Space: How to Visualize Surfaces and Three-dimensional Manifolds explore la géométrie et la topologie de variétés à faible nombre de dimensions,. La deuxième édition explique certains de ses travaux en les appliquant à la cosmologie.
Weeks a écrit différents programmes informatiques destinés à la recherche en visualisation mathématique. Il a également créé un logiciel (SnapPea) pour l'étude des variétés hyperboliques de dimension 3. Il a également développé des logiciels interactifs pour initier à ces sujets les collégiens, lycéens et étudiants.

## Distinctions et récompenses
Weeks a été désigné Fellow de la Fondation MacArthur en 1999. En 2007, il gagna le prix Levi-Conant pour son article introductif The Poincaré Dodecahedral Space and the Mystery of the Missing Fluctuations (L'espace dodécaèdral de Poincaré,et le mystère des fluctuations manquantes, publié aux Notices of the AMS 2004). En 2008, il donna sa première conférence Levi Conant Lecture dans les locaux de l'ancien employeur de Conant, l'Institut polytechnique de Worcester, à Worcester (Massachusetts),.